# St. Matthews, Kentucky
St. Matthews är en stad i Jefferson County i Kentucky. Enligt 2020 års folkräkning hade St. Matthews 17 534 invånare.